# ISI Web of Knowledge

ISI Web of Knowledge est une base de données bibliographiques universitaire en ligne fournie par l'Institute for Scientific Information (ISI). Elle permet l'accès à de nombreuses bases de données et ressources : Web of Science (dont Science Citation Index (SCI), Social Sciences Citation Index (SSCI), Arts & Humanities Citation Index (A&HCI), Index Chemicus et Current Chemical Reactions, couvrant environ 8 700 publications de référence en science, technologie, sciences sociales, arts et littérature), ISI Proceedings, Current Contents Connect, Medline, ISI Essential Science Indicators, Journal Citation Reports (deux éditions : Science et Social Sciences), in-cites, Science Watch, ISI HighlyCited.com, Index to Organism Names et BiologyBrowser.
ISI Web of Knowledge est utilisée par des institutions telles que les universités et les départements de recherches de grandes entreprises.